# Ponte di Turbigo sul Naviglio Grande
Il ponte di Turbigo sul Naviglio Grande (detto anche Ponte napoleonico di Turbigo o Ponte Napoleone sul Naviglio a Turbigo) è un ponte ad archi a via superiore della provincia di Milano, costruito a più riprese tra il 1606 e il 1889. Rivestì un'importanza strategica fondamentale durante la seconda campagna napoleonica in Italia, nel corso del Combattimento di Turbigo del 31 Maggio 1800 (Napoleone Bonaparte). Successivamente, durante la seconda guerra d'indipendenza italiana,  il 3 Giugno 1859 (Napoleone III e Vittorio Emanuele II), divenne un nodo strategico nel corso della battaglia di Turbigo, preludio della successiva battaglia di Magenta. Infine nelle ultime fasi della seconda guerra mondiale in Italia, fu ritenuto dai tedeschi un obiettivo strategico da far saltare durante la loro ritirata. In tutti i 3 casi sopracitati, il ponte fu minato, ma è comunque giunto, fortunosamente, in piena efficienza, fino ai nostri giorni ed è tuttora pienamente funzionante.

## Storia

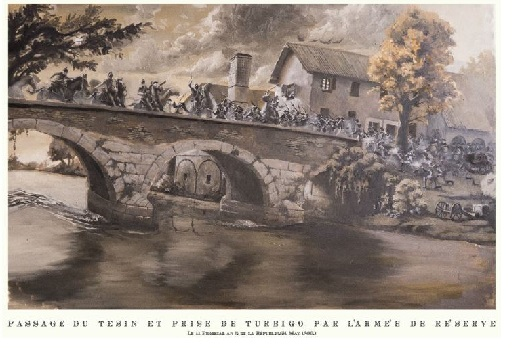
Il ponte sul Naviglio conteso da austriaci e francesi il 31 Maggio 1800 Combattimento di Turbigo.(quadro commemorativo per il 220º anniversario)

L'attuale ponte in pietra sul Naviglio Grande sostituì quello in legno dei primi anni del Seicento, quando tutti i ponti su questa grande via di comunicazione furono completamente rifatti per facilitare il passaggio delle barche che conducevano merci e vettovaglie a Milano. Poi, alla fine dell'Ottocento (1889), quando l'attuale via Roma divenne la strada provinciale Novara-Gallarate (poi diventata SS. 341 "Gallaratese" con la realizzazione della circonvallazione), fu facilitato il passaggio sul Naviglio Grande e l’ingegnere Paolo Tatti progettò l'allargamento dell'arcata, lato paese, del ponte anche per facilitare il passaggio delle barche sulla riva sinistra del Naviglio (un tempo l'alzaia utilizzata dai barconi era la destra). Nel 1987, durante i lavori di ampliamento della fognatura, oltre ad affiorare la strada sottostante al preesistente manto di copertura, ne è comparsa un'altra a più di un metro di profondità dell'attuale livello. Era la strada medievale che conduceva al porto di Turbigo sul Ticino, in quanto, fino al 1606 il ponte in pietra sul Naviglio non esisteva. Fino al quel tempo, i viandanti che volevano andare in Piemonte attraversavano il Naviglio a valle di qualche metro dall'attuale ponte, in corrispondenza del cancello ancora oggi esistente, su un ponte in legno. Con l'edificazione del ponte in pietra nel 1606 venne ristretta l'attuale via 3 giugno e con un terrapieno fu alzata la strada per raccordare le pile ed arrivare alla situazione attuale. Nel 1889, l'allora Sindaco del paese, come abbiamo detto, predispose un progetto di allargamento del ponte a seguito dell'aumentato numero di carrettieri, ma fu realizzata solamente una maggiore campata dell'arcata lato paese. L'ingegnere Tatti progettò le modifiche al ponte e ne pagò anche il costo. Da allora si succedettero una serie di iniziative per abbattere il ponte in pietra e costruirne un altro in cemento armato. L'ingegner Ettore Allemandi di Busto Arsizio ne predispose uno nel 1936. Il podestà fece pervenire il progetto di massima alla Provincia che invitò a costruire un nuovo ponte distante 1,5 metri dal vecchio, al fine di evitare la sospensione del traffico. Nel 1948, al fine di allargarlo, il sindaco Luigi Bianchini chiese all'Ufficio Tecnico della Provincia di demolire i due parapetti. La Provincia rispose negativamente perché "con il progetto della nuova variante stradale la strada con il ponte in pietra verrà abbandonata". Era già prevista la circonvallazione che sarebbe stata realizzata nel 1956. Una nuova fase riguardante il ponte sul Naviglio si aprì con la richiesta da parte dell'Enel del potenziamento della centrale termoelettrica. L'Amministrazione dell'epoca chiese in cambio della licenza edilizia la risoluzione del problema della strozzatura realizzata dal ponte secentesco in pietra. La prima proposta dell'Enel, della fine del 1967, fu quella dell'abbattimento e della costruzione di un altro ponte in cemento armato. Proposta che venne sostenuta anche nei mesi successivi ﬁno a convincere l'Amministrazione. L'interessamento di alcuni cittadini evitò l'abbattimento, anzi le belle arti posero il vincolo di interesse storico per gli avvenimenti che videro protagonista il ponte nell'Ottocento. Si decise per il raddoppio e un ponte in cemento armato sarebbe stato costruito, a totale carico dell'Enel, affiancato, lato monte, a quello già esistente in pietra. Avrebbe avuto un andamento inclinato, quasi tangente agli archi esistenti in modo da non impattare con l'antica presenza. II Consiglio Comunale del 20 febbraio 1968 approvò il progetto di massima del nuovo ponte in cemento precompresso, nominando l'architetto Angelo Vittorio Mira Bonomi "assistente controllo lavori" in rappresentanza della Soprintendenza ai Monumenti della Lombardia.

## Avvenimenti Storici
Diversi sono gli avvenimenti storici che videro il ponte di Turbigo  protagonista.
Su tutti i 2 episodi del 1800, protagonisti i Bonaparte:
- 31 Maggio 1800, l'avanguardia francese dell'armata napoleonica, guidata dall'aiutante di campo, generale Jean-Baptiste Girard, conquistò e difese il ponte dai reiterati tentativi austriaci di riconquistarlo.[1][2][3] Come citano testualmente i bollettini militari dell'epoca il "generale Girard si coprì di gloria"[4]. Il cittadino Jean Baptiste Louis Morin, fu il vero artefice della conquista del ponte e durante questa azione rimase ferito.[5] Per il suo comportamento sul campo di battaglia fu promosso capo squadrone di cavalleria dallo stesso Napoleone Bonaparte. I rinforzi guidati dal Generale Monnier e dal Generale italiano Domenico Pino, arrivarono solo a tarda sera e conquistarono, definitivamente, alla baionetta, il ponte sul Naviglio.[6] Questo episodio fu risolutivo per l'ingresso in Milano di Napoleone Bonaparte.
- 3 Giugno 1859, proprio all'inizio della seconda guerra d'indipendenza italiana, le truppe francesi di Napoleone III, riuscirono ad occupare il villaggio di Turbigo passando proprio su questo ponte, che nonostante fosse stato fatto "esplodere" dagli austriaci, rimase in piedi. Con il successivo scontro che ne scaturì, consolidarono la loro testa di ponte che permise prima di vincere la Battaglia di Magenta e poi l'intera campagna, permettendo così la nascita dell'Italia come Nazione.
- Sul finire della seconda guerra mondiale il ponte fu minato dai tedeschi con lo scopo di proteggersi la ritirata. I segni di quest'ultima azione sono ancora oggi riconoscibili al disotto della terza arcata e visibili percorrendo l'alzaia Naviglio. La fortuna ha voluto che il ponte arrivasse fino a noi intatto.